# Harold M. Shaw
Harold M. Shaw (3 de noviembre de 1877 – 30 de enero de 1926) fue un actor, director y guionista cinematográfico de nacionalidad estadounidense, activo en la época del cine mudo.

## Biografía
Su nombre completo era Harold Marvin Shaw, y nació en Brownsville, Tennessee. Shaw se inició en el cine como actor, debutando en 1909 con el film Lochinvar, una producción de Edison Studios, compañía para la cual trabajó en sus primeros años de carrera.
Allí conoció a la actriz Edna Flugrath, con la cual empezó una relación sentimental. Tras dejar los estudios Edison, Shaw fue a trabajar como director a Inglaterra, acompañado por Flugrath. Los dos se casaron en 1917 en Sudáfrica. A su vuelta a los Estados Unidos, Shaw fue nombrado secretario del Sindicato de Directores de Estados Unidos.
Harold M. Shaw falleció en 1926 en Los Ángeles, California, a causa de un accidente de tráfico. Tenía 48 años de edad.

## Filmografía completa

### Director
- The Governor (1912)
- Hearts and Diamonds (1912)
- The Grandfather (1912)
- Mary in Stage Land (1912)
- The Girl from the Country (1912)
- A Fresh Air Romance (1912)
- At the Masquerade Ball (1912)
- The Land Beyond the Sunset (1912)
- The New Member of the Life Saving Crew (1912)
- Romance of the Rails (1912)
- The Old Reporter (1912)
- The Third Thanksgiving (1912)
- On Donovan's Division (1912)
- A Christmas Accident (1912)
- The Crime of Carelessness (1912)
- For Her (1912)
- The New Day's Dawn
- At Bear Track Gulch
- A Perilous Cargo
- The Phantom Ship (1913)
- The Cub (1913)
- The Old Melody (1913)
- The House of Temperley
- The Bosun's Mate
- Lawyer Quince
- Her Children
- Beauty and the Barge
- The Ring and the Rajah
- Duty
- Branscombe's Pal
- Clancarty
- England's Menace
- Child o' My Heart
- Trilby (1914)
- Bootle's Baby (1914)
- For the Empire
- Two Little Britons
- Two Little Ambitions
- The King's Minister
- V.C.
- A Christmas Carol
- The Two Columbines
- The Incomparable Bellairs
- Liberty Hall
- Lil o' London
- Brother Officers
- The Ashes of Revenge
- A Garrett in Bohemia
- The Heart of a Child (1915)
- The Derby Winner
- The Third Generation
- Mr. Lyndon at Liberty
- The Heart of Sister Ann
- The Firm of Girdlestone (1915)
- You
- Me and Me Moke
- The Last Challenge
- The Artist's Dream (1916)
- De Voortrekkers
- The Two Roads (1916)
- The Rose of Rhodesia
- Thoroughbreds All
- True Tilda
- The Pursuit of Pamela
- London Pride
- The Land of Mystery
- Kipps
- The Woman of His Dream
- A Dear Fool
- General John Regan
- False Evidence
- The Wheels of Chance
- Love and a Whirlwind
- Rouged Lips
- Held to Answer
- A Fool's Awakening

### Actor
- Lochinvar, de J. Searle Dawley (1909)
- A Rose of the Tenderloin, de J. Searle Dawley (1909)
- Michael Strogoff, de J. Searle Dawley   (1910)
- The Attack on the Mill, de Edwin S. Porter (1910)
- The Child and the Tramp, de Bannister Merwin (1911)
- The Niece and the Chorus Lady (1911)
- Bob and Rowdy (1911)
- Sir George and the Heiress (1911)
- The Modern Dianas (1911)
- The Three Musketeers: Part 1
- The Three Musketeers: Part 2
- Mary's Masquerade, de Bannister Merwin (1911)
- The Death of Nathan Hale
- Foul Play, de Oscar C. Apfel (1911)
- How Mrs. Murray Saved the American Army, de J. Searle Dawley (1911)
- Her Wedding Ring, de Bannister Merwin (1911)
- A Conspiracy Against the King, de J. Searle Dawley (1911)
- The Kid from the Klondike (1911)
- The Reform Candidate (1911)
- A Modern Cinderella, de J. Searle Dawley (1911)
- The Black Arrow, de Oscar Apfel (1911)
- Home, de Oscar Apfel (1911)
- The Lure of the City, de Ashley Miller (1911)
- The Awakening of John Bond
- Santa Claus and the Clubman
- Freezing Auntie
- Thirty Days at Hard Labor, de Oscar Apfel (1912)
- A Question of Seconds (1912)
- The Bachelor's Waterloo, de C.J. Williams (1912)
- The Jewels (1912)
- Mother and Daughters (1912)
- The Corsican Brothers, de Oscar Apfel y J. Searle Dawley (1912)
- The Nurse, de Bannister Merwin (1912)
- Tony's Oath of Vengeance, de Oscar Apfel (1912
- The Heir Apparent, de Oscar Apfel (1912)
- The Patent Housekeeper (1912)
- For the Commonwealth (1912)
- Her Face
- How Washington Crossed the Delaware, de Oscar Apfel (1912)
- The Mine on the Yukon
- The Boss of Lumber Camp Number Four, de Oscar Apfel (1912)
- The Guilty Party, de Oscar Apfel (1912)
- The Bank President's Son
- The Convict's Parole
- A Romance of the Ice Fields
- Jim's Wife
- The Man Who Made Good, de J. Searle Dawley (1912)
- Martin Chuzzlewit, de Oscar Apfel y J. Searle Dawley (1912)
- A Man in the Making, de Ashley Miller (1911)
- Master and Pupil, de J. Searle Dawley (1912)
- What Happened to Mary?, de Charles Brabin (1913)
- The Affair at Raynor's, de Charles J. Brabin (1912)
- The Wop (1913)
- Who Will Marry Mary?, de Walter Edwin
- The Stolen Love
- The Call of the Drum, de Harold Weston (1914)

### Guionista
- The Cub, de Harold M. Shaw (1913)
- Two Little Britons
- Two Little Ambitions
- A Christmas Carol
- The Two Columbines
- De Voortrekkers
- Thoroughbreds All

### Productor
- The Rose of Rhodesia